# Quentovic
 (11 avril 2025).
Améliorez-le ou discutez des points à vérifier. 

Quentovic est un emporium, un ancien port de commerce du haut Moyen Âge, actif du VIIe au Xe siècle, situé dans l'actuel Pas-de-Calais, en France. C'était un des ports de mer principaux des Carolingiens. Comme Dorestad, aux Pays-Bas, Quentovic fut une possession personnelle de Charlemagne. Les archéologues admettent aujourd'hui que Quentovic était situé à l'embouchure de la Canche, entre la Morinie et le Ponthieu, probablement à l'emplacement du village actuel de La Calotterie.

## Toponymie
Le nom de la localité est attesté sous les formes Wic en 718 ; Wicus en 799 ; Quentawic au VIIIe siècle siècle ; Quoentavic au VIIIe siècle ; Quentavich au IXe siècle ; Quentowicus en 831 ; Quentavicus en 835 ; Quantovicus en 842 ; Contwig en 842 ; Quentwicus en 857 ; Quintovicus en 858 ; Quintuicus en 866 ; Quentovicus en 877-879 ; Qwentowic en 879-884 ; Quentovic au IXe siècle.
Les formes les plus anciennes et régulières en Wic- / -wic sont identiques à celles de Vicques (Normandie, Wikes 1198, Wiques en 1233) que François de Beaurepaire fait remonter au germanique wīc « village ». Cette hypothèse est soutenue par Maurits Gysseling à propos de Quentovic, mais sous la forme wīka- au sens de « village le long d'une rue, établissement commercial ». Il correspond au vieux saxon wīk, au vieil anglais wīċ (cf. toponymes en -wich) qui, au pluriel, pouvait avoir le sens de « camp ».
Le premier élément Quento- représente Quantia, nom antique de la Canche, dont procède l’hydronyme actuel.
L’odonyme et label Quentovic utilisé de nos jours, résulte d’une forme latinisée de cet ancien port et s'applique à une voie publique, l'avenue de Quentovic, à un quartier de la ville du Touquet-Paris-Plage et comme marque de bière produite par la brasserie de Beaurainville.
Remarque : il semble qu'il faille faire la distinction entre le germanique occidental *wīk « résidence, demeure, village » (cf. ci-dessus), issu ultimement du latin vicus, et le germanique occidental *wīku « canal, crique, anse, port », d'où vieux saxon *wīka, *wīk ; ancien néerlandais *wīk > néerlandais wijk cf. vieux norrois vík « anse, baie, crique ».

## Histoire

### Localisation
Du XVIIe siècle au début du XXe siècle, la question de l'emplacement de Quentovic a été âprement discutée par les historiens régionaux, notamment au sein de la société savante des antiquaires de la Morinie,,. M. Fengler imaginait qu'il pourrait s'agir du Portus Itius.
Étaples a aussi été envisagée, notamment en raison de l'abondance de témoignages archéologiques et parce que selon Pierre Héliot (1937) « le monastère de Stenetland possédait à Quentovic des biens mentionnés dans une charte de 857 ; or ces biens, transmis ensuite à l'abbaye de Saint-Bertin, semblent ne pas différer de ceux qu'ont repris des chartes de 1026 et 1040 et qu'on nous dit situés à Étaples (Les chartes de St-Bertin, éd. Haigneré et Bled, t. I, pp. 13, 22 et 23) ».
C'était selon Jean Dhondt le hameau de Vis-et-Maretz, sur la rive gauche du fleuve Canche, entre Etaples et Montreuil, qui était l'emplacement de Quentovic. Plus tard, Pierre Léman plaida également pour des fouilles approfondies dans ce secteur, car des découvertes archéologiques nouvelles y étaient faites.
En 2004, des vestiges ont été localisés à La Calotterie, entre Montreuil et Étaples, au mont de Beck, dans le hameau de Vis-et-Maretz.

### De l'essor à la disparition
On émet l'hypothèse d'un port de la tribu gauloise des Morins à l'origine du site, attesté par la proximité d'un four gallo-romain. Il aurait reçu une partie de la flotte romaine, la Classis Sambrica, entre la fin du IIIe et le début du IVe siècle[réf. nécessaire]. Des objets de parure des Ve et VIe siècles d'origine anglo-saxonne et certains types de céramiques en provenance du Jutland, des embouchures de l'Elbe, de la Weser, ont été découverts sur le site[réf. souhaitée].
La ville est citée pour la première fois au VIIIe siècle par Étienne de Ripon dans sa Vita sancti Wilfrithi, puis par Bède le Vénérable dans son Histoire ecclésiastique. Celui-ci note que Théodore de Tarse, évêque désigné de Canterbury, passe en 669 par Quentovic.
À partir du VIIIe siècle, Alcuin, abbé de Ferrières-en-Gâtinais et familier de Charlemagne, gère la fondation[pas clair]. C'est à cette époque que le port aurait atteint son apogée, mais sa prospérité en faisait une cible de choix pour les raids vikings répétés qui ravagèrent le pays à partir de 842, date à laquelle les Hommes du nord y débarquèrent pour la première fois. On a aussi la preuve de la présence à Quentovic dans les toutes dernières années du IXe siècle et les premières du Xe siècle, des rois vikings, d'origine danoise de l'est de l'Angleterre (Northumbrie), Knut (ou Cnut) et Sigfrid qui occupèrent le grand port vers 898, époque où se situe précisément le siège de Montreuil (Pas-de-Calais) par les mêmes rois précités.[réf. nécessaire].
Quentovic est également un atelier monétaire : il figure dans l'édit de Pîtres, datant de 864, en tant que lieu autorisé à battre monnaie,. Longtemps, les historiens régionaux ont pensé que l'atelier monétaire avait disparu définitivement à la fin du IXe siècle, sans doute à la suite d'une destruction du port par les Vikings.
La découverte à Fécamp en 1963 d'un important trésor constitué de 8 584 pièces de monnaie carolingiennes infirme cette hypothèse et montre que Quentovic, avec des fortunes diverses, continua d'exister dans les deux premiers tiers du Xe siècle et que son atelier monétaire fonctionna jusqu'à une date voisine de 980, date du rattachement de Montreuil au domaine d'Hugues Capet, alors simple duc de France et qui devait être élu roi en 987. Les villes de Montreuil et Quentovic ont cependant cohabité, comme l'atteste l'existence à Montreuil de fours à poterie et d'un atelier monétaire.
Quentovic a peut-être été affaiblie par les nombreuses incursions ennemies de la période carolingienne tardive, notamment en 842, (844 ?), 864, 881, 890, et 894. Boulogne-sur-Mer et Montreuil lui ont succédé dans la fonction de port de commerce local. La disparition de Quentovic vers l'an 1000 a pu être favorisée par ces raids scandinaves mais elle est surtout due aux aléas hydrauliques de la Canche.

### Le site et ses activités

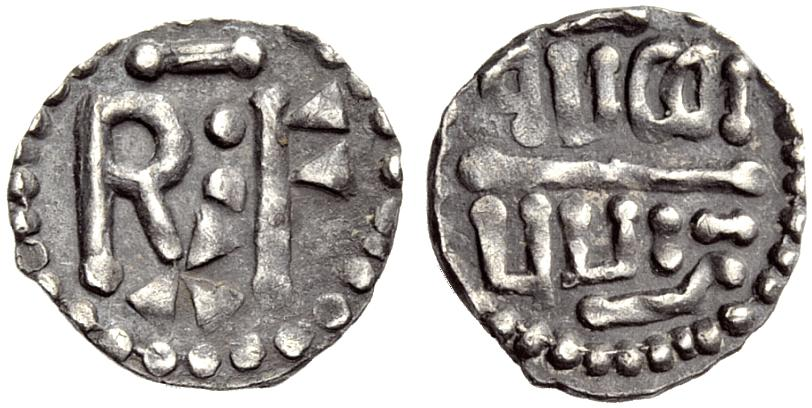
Denier de Pépin le Bref fabriqué à Quentovic entre 754 et 768.

L'aire occupée par Quentovic est supérieure à 35 ha et proche de celles de Dorestad et Southampton qui comptent 40 ha et 45 ha. C'est une ville portuaire au commerce prospère, célèbre sous Dagobert II (652-679), et qui dispose d'un hôtel de monnaie et de bureaux de péage. Comme à Dorestad, les droits de péage sont considérables et le tonlieu, impôt sur les marchandises, s'élève à 10 % ad valorem. Aussi un haut fonctionnaire qualifié de procurator, comme saint Gervold, puis de prefectus réside-t-il dans le port ; de là, il est chargé d'ambassades chez les rois anglo-saxons. La frappe des monnaies représente, elle aussi, une source d'importants bénéfices pour le pouvoir.
Quentovic devient le centre principal des échanges commerciaux entre les îles britanniques et le monde carolingien et sert de point de passage pour les insulaires se rendant en pèlerinage. Il fait partie des nouveaux établissements commerciaux qui apparaissent à cette époque dans la zone de la mer du Nord et de la Baltique, avec Ribe, Hedeby (actuelle Schleswig), Dorestad, Birka et Hamwic (actuelle Southampton). Le commerce de la laine anglaise, de l'ambre de la Baltique et de l'étain de l'île de Wight semble confirmé[Par qui ?]. À l'époque, cette partie de la vallée de la Canche était totalement immergée à marée haute.
La puissance du port vient aussi de la volonté politique des rois francs qui contrôlent la Neustrie : ils donnent le saltus, domaine public, aux établissements ecclésiastiques, comme l'abbaye de Ferrières-en-Gâtinais. Des contacts se nouent dès 550 entre le Kent, l'East Anglia et la Neustrie. Quentovic devient l'une des grandes douanes de ces rivages et l'un des principaux ateliers monétaires des premiers Carolingiens.
Quentovic est en relation foncière avec les abbayes de Saint-Wandrille, Saint-Germain des Prés, Abbaye de Saint-Riquier, Saint-Vaast à Arras, Saint Bertin de Saint-Omer, Villemeult[Où ?], Combs-la-Ville, Ferrières-en-Gâtinais.
Le paysage maritime ressemble à celui de la Frise ou de la Saxe. Ces peuples germaniques[Lesquels ?] ont diffusé un type de navire à faible tirant d'eau, doté d'une quille rudimentaire mais à fond plat et arrondi de type houlque, qui figurent sur les deniers frappés par Charlemagne et Louis le Pieux à Quentovic comme à Dorestad.
Le rôle spirituel de Quentovic s'appuie sur une fondation monastique, placée en aval sur la même rive à une lieue du port en mémoire de saint Josse, le moine breton fondateur[réf. souhaitée].